# Rhagodera tuberculata
Rhagodera tuberculata är en skalbaggsart som beskrevs av Mannerheim 1843. Rhagodera tuberculata ingår i släktet Rhagodera och familjen barkbaggar. Inga underarter finns listade i Catalogue of Life.